# Serratoppia duffyi
Serratoppia duffyi är en kvalsterart som först beskrevs av Evans 1954.  Serratoppia duffyi ingår i släktet Serratoppia och familjen Oppiidae. Inga underarter finns listade i Catalogue of Life.